# Ичкала (река)
Ичкала — река в России, протекает по Новосибирской области. Устье реки находится в 675 км от устья реки Тары. Длина реки — 13 км.

## Данные водного реестра
По данным государственного водного реестра России относится к Иртышскому бассейновому округу, водохозяйственный участок реки — Иртыш от впадения реки Омь до впадения реки Ишим, без реки Оша, речной подбассейн реки — бассейны притоков Иртыша до впадения Ишима. Речной бассейн реки — Иртыш.